# Francesco Balilla Pratella
Francesco Balilla Pratella (ur. 1 lutego 1880 w Lugo, zm. 17 maja 1955 w Rawennie) – włoski kompozytor i muzykolog. 

## Życiorys
Jego pierwszym nauczycielem był Antonio Ricci-Signorini. Następnie studiował w Pesaro u Vincenzo Cicognaniego i Pietro Mascagniego. Od 1908 do 1909 roku pracował jako nauczyciel w Cesanie. Był dyrektorem Instituto Musicale w Lugo (1910–1929) i Liceo Musicale Giuseppe Verdi w Rawennie (1927–1945). Współpracował z mediolańskim czasopismem „Gli avvenimenti”, a od 1922 roku kierował wydawanym w Bolonii „Il pensiero musicale”.

## Twórczość
Od 1910 roku związany z ruchem włoskich futurystów. W swoich manifestach krytykował brak nowatorstwa w muzyce, propagował atonalność, mikrotonowość i polirytmię. Nowatorskie postulaty znalazły jednak nikły wyraz we własnej twórczości Pratelli, który w większości swoich utworów czerpał inspiracje z włoskiej muzyki ludowej. Opracowywał także i przygotował do wydania utwory twórców włoskich okresu XVI–XVIII w.
Był autorem prac Cronache e critiche dal 1905 al 1917 (wyd. Bolonia 1918), L’evoluzione della musica: Dal 1910 al 1917 (wyd. Mediolan 1918–1919), Saggio di gridi, canzoni, cori e danze del popolo italiano (wyd. Bolonia 1919), Luci ed ombre: per un musicista italiano ignorato in Italia (wyd. Rzym 1933), Scritti vari di pensiero, di arte, di storia musicale (wyd. Bolonia 1933), a także autobiografii (wyd. Mediolan 1971).

## Wybrane kompozycje
(na podstawie materiałów źródłowych)

### Utwory orkiestrowe
- 5 poematów symfonicznych Romagna (1903–1904)
- Musica futurista, przemianowane później na Inno alla vita (1912, wersja zrewid. 1933)

### Utwory kameralne
- Trio fortepianowe (1911)
- Giallo pallido na kwartet smyczkowy (1923)

### Opery
- Lilia (1903, wyst. Lugo 1905)
- La Sina d’Vargöun (1906–1908, wyst. Bolonia 1909)
- L’Aviatore Dro (1911–1914, wyst. Lugo 1920)
- opera dziecięca La ninnananna della bambola (1920–1922, wyst. Mediolan 1923)
- La leggenda di San Fabiano (1928–1932, wyst. Bolonia 1939)
- L’uomo (1934–1949, nie wystawiona)